# Шевченко Катерина Якимівна
Катерина Якимівна Шевченко, до шлюбу Бойко (нар. 1785 — пом. 20 серпня (1 вересня) 1823) — українська селянка-кріпачка, мати поета, художника та громадського діяча Тараса Григоровича Шевченка, якій присвячено ряд його віршів.

## Життєпис

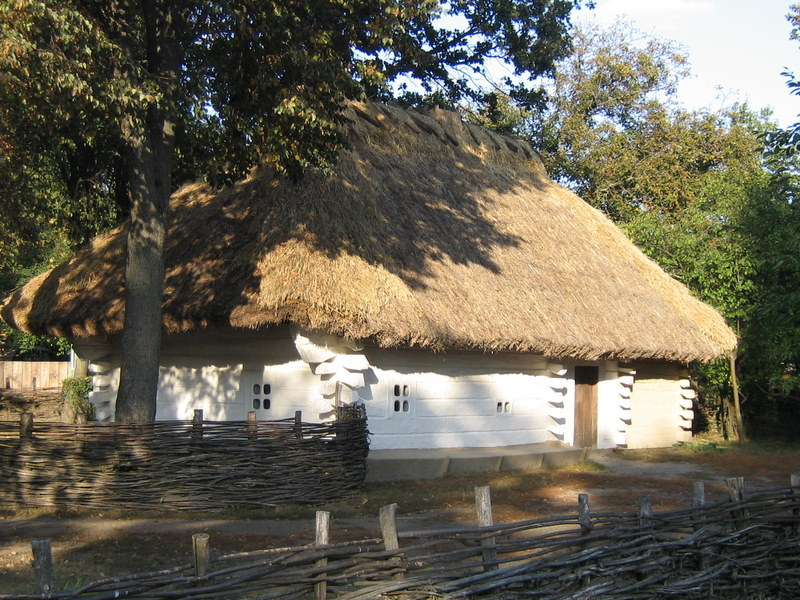
Хата Катерини Шевченко у селі Моринці. Реконструкція 1987—1989 рр.

### Походження
Катерина Якимівна народилася близько 1785 року в селі Моринці (нині — Звенигородський район Черкаської області), в родині тяглих селян-середняків.
Її батьками були Яким Омелянович Бойко (1757 — 4 жовтня 1833) та Бойко Параскева Іванівна (1761 — 18 лютого 1812). Родина Бойків була досить заможною за селянськими мірками. У господарстві вони мали велику пасіку з 32 вуликами та два власні воли, які використовували і для обробітку землі, і як гужовий транспорт.
У родині виховувалося семеро дітей, серед яких Катерина була четвертою:
- Варвара, 1774 р.н.;
- Матрона, 1779 р.н.;
- Дарія, 1781 р.н.;
- Катерина, 1785 р.н.
- Павло, 1788 р.н.
- Євдокія, 1793 р.н.
- Ганна, 1796 р.н.

Після ІІ поділу Речі Посполитої в 1793 році територія Правобережної України, включно з Моринцями, була окупована Російською імперією, а її мешканці — закріпачені. Не оминула участь закріпачення і родину Катерини Якимівни, яка стала кріпаками смоленських поміщиків Енгельгадтів.

### Шлюб та подружнє життя
3 листопада 1801 року Катерина у віці 16 років вийшла заміж за 19-річного Григорія Івановича Шевченка, уродженця сусідньої Кирилівки. Церемонія відбулася в церкві Св. Івана Богослова в Моринцях.
Сім'я проживала в селі Кирилівка (нині Шевченкове) Звенигородського повіту Київської губернії (нині Звенигородського району Черкаської області), звідки був родом її чоловік.

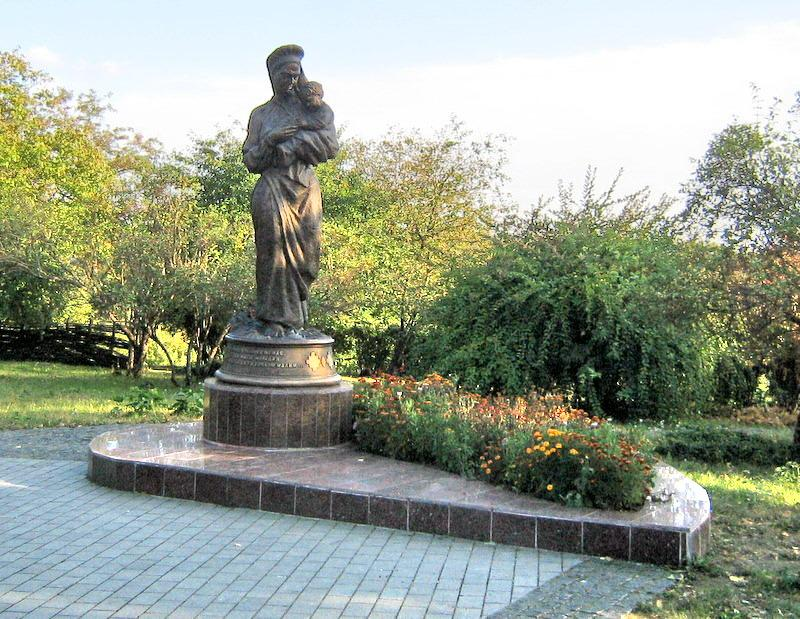
Символічний пам'ятник Катерині Шевченко у с. Моринці

У 1811 сім'я переїхала до села Моринці Звенигородського повіту, де жив батько Катерини — Яким Бойко. В Моринцях вона народила сина Тараса, який був її шостою дитиною.
Після конфлікту з колишнім власником хати у Моринцях Копієм Федором Савовичем подружжя знову повернулося в Кирилівку (1815 р.), де купили собі хату з подвір'ям у Тетерюка за 200 рублів асигнаціями.

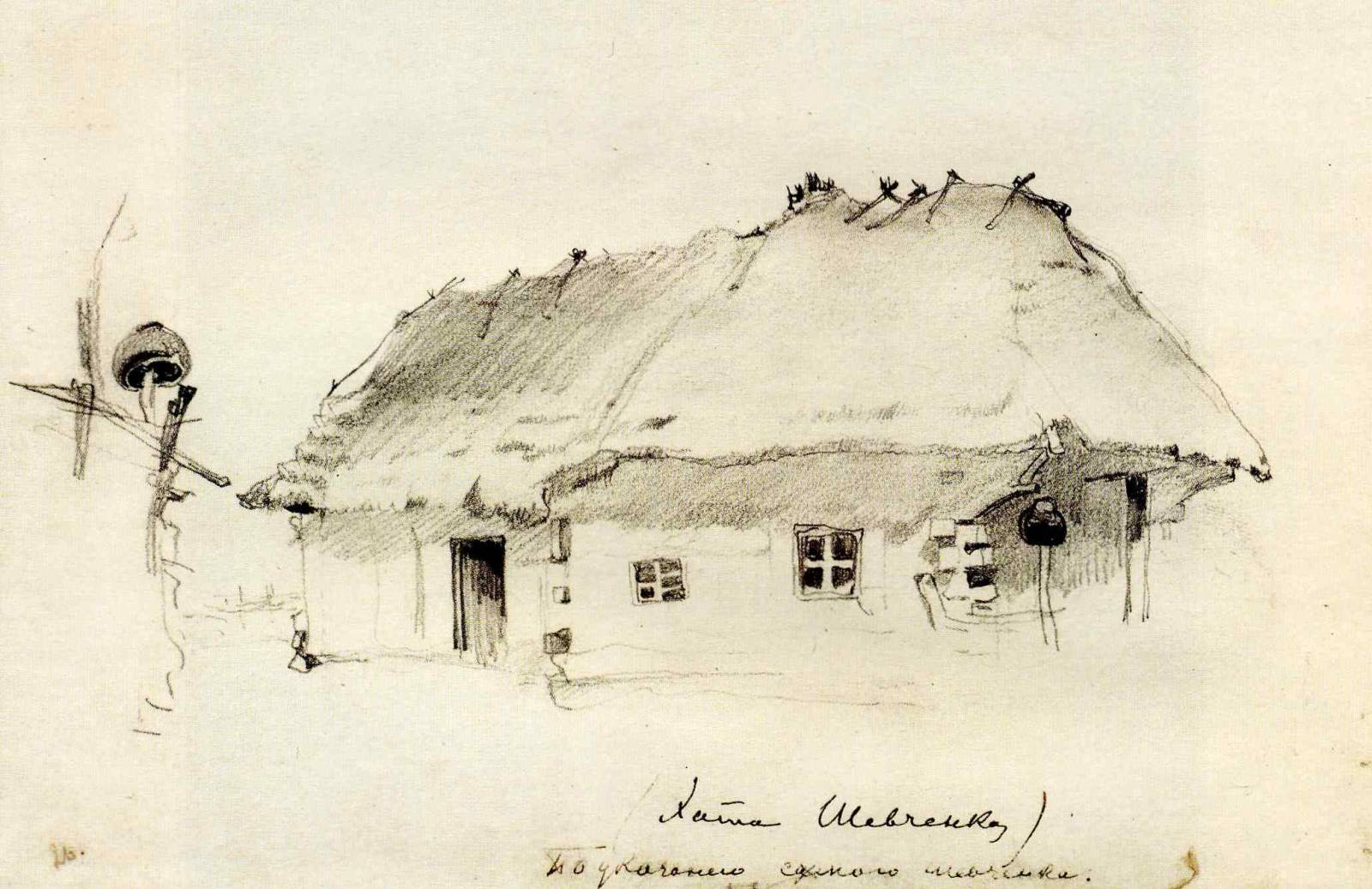
Хата Катерини Шевченко в Кирилівці. Малюнок 1843 р.

У шлюбі Катерина Шевченко народила восьмеро дітей. Двоє померли у дитячому віці.

### Смерть і поховання
Катерина Якимівна померла 20 серпня (1 вересня) 1823 року у віці приблизно 38 років. Поховали її на загальному цвинтарі, відповідно до тодішніх звичаїв та церковного порядку.
Запис № 6 у метричній книзі села Кирилівка від 20 серпня 1823 року: 
| «Августа месяца села Кириловки жителя Григория Грушевского жена Екатерина умре. Лет отроду — 32. Какой болезнію — от натуральной. Погребена на определенном кладбище»[2] |
Також в метричній книзі зазначено, що покійну ховав кирилівський священник ієрей Григорій Кошиць.
Після смерті Катерини Шевченко її чоловік залишився з п'ятьма дітьми на руках, найстарша Катерина на той час вже була заміжня й мешкала з чоловіком в с. Зелена Діброва.
Під впливом антирелігійної кампанії в радянський період виникла легенда, що Катерина Якимівна Шевченко, мати Тараса Шевченка, була похована у садку за хатою — на власному подвір'ї в селі Кирилівка (нині с. Шевченкове), нібито згідно з її останньою волею: 
| «Коли помру — поховайте не на цвинтарі, а тут, у нашому рідному садку. Нехай до мене прибігають малесенькі мої діти-сироти, виплакують гіркі сирітські сльози». |
На цьому місці ще в 1930-х роках облаштовано меморіал, який пізніше кілька разів оновлювали, встановивши мармурову, а згодом гранітну плиту з написом: 
| «Тут похована Катерина Якимівна Шевченко, Мати Т. Г. Шевченка 1783–1823». |
Згодом краєзнавці, історики і музейники ретроспективно вибудували версію про «останню волю матері» й відвідування цієї могили самим Шевченком у 1859 році, посилаючись на біографів Чалого та Кониського. Проте в їхніх текстах немає жодної згадки про поховання в саду чи про існування такого місця.
Ця більшовицька вигадка, включена до офіційних радянських довідників та до переліку об'єктів культурної спадщини, сприймається як факт і досі. Хоча, згідно церковних канонів жоден священник не наважився б відспівувати та поховати померлу людину за межами кладовища.

## Діти
- Катерина (20 листопада (2 грудня) 1804 — 11 (23) липня 1848);
- Параска (16 (28) жовтня 1806—16 (28) квітня 1807);
- Марія (30 березня (11 квітня) 1808—12 (24) лютого 1810);
- Микита (16 травня (28 травня) 1811 — 25 січня (6 лютого) 1878);
- Тарас (25 лютого (9 березня) 1814 — † 26 лютого (10 березня) 1861);
- Ярина 12 (24) травня 1816 — † 26 січня (7 лютого) 1865);
- Марія (26 січня (7 лютого) 1819 — † 1 (13) січня 1842) — осліпла в 3 роки, жила у брата Микити;
- Йосип (8 (20) квітня 1821 — † бл. 1878).

## Образ в літературі
«… де мати повивала / Мене малого і вночі / На свічку Богу заробляла / Поклони тяжкії б'ючи, / Пречистій ставила, молила, / Щоб доля добрая любила / Її дитину…» («І виріс я на чужині»)
«Не називаю її раєм, / Тії хатиночки у гаї / Над чистим ставом край села, / Мене там мати повила / І, повиваючи, співала, / Свою нудьгу переливала / В свою дитину…» («Якби ви знали, паничі»)
Смерть матері Тарас Шевченко описав у вірші «Якби ви знали, паничі»: «Там матір добрую мою, / Ще молодую, у могилу / Нужда та праця положила».